# Phyllodiaptomus wellekensae
Phyllodiaptomus wellekensae là một loài động vật giáp xác trong họ Diaptomidae. Chúng là loài đặc hữu của Ấn Độ.